# Paelia lunuligera
Paelia lunuligera är en fjärilsart som beskrevs av Walker 1866. Paelia lunuligera ingår i släktet Paelia och familjen mångfliksmott, (Alucitidae). Inga underarter finns listade i Catalogue of Life.